# Afrotrichloris martinii
Afrotrichloris martinii, trajnica iz porodice trava, podtribus Eleusininae.. Somalijski je endem koji raste po pustinjama.
Tipična je vrsta roda Afrotrichloris, a dobila je ime po guverneru Eritreje Ferdinandu Martiniju. Opisana je 1815.